# Campo de Santana (park)
Campo de Santana är en park i Brasilien.   Den ligger i delstaten Rio de Janeiro, i den sydöstra delen av landet, 900 km sydost om huvudstaden Brasília. Campo de Santana ligger 15 meter över havet.
Terrängen runt Campo de Santana är kuperad söderut, men norrut är den platt. Havet är nära Campo de Santana åt nordost.Trakten är tätbefolkad. Närmaste större samhälle är Rio de Janeiro, 2,0 km väster om Campo de Santana. 
Runt Campo de Santana är det i huvudsak tätbebyggt.